# Branca de Namur
Branca de Namur (em sueco e norueguês: Blanka; Namur, 1320 — Copenhague, 1363), foi rainha consorte da Suécia e Noruega como esposa de Magno IV da Suécia. Branca era a filha mais velha do marquês João I de Namur e de sua segunda esposa Maria de Artois, senhora de Merode.

## Casamento
Não são conhecidas as circunstâncias pelas quais o rei da Suécia veio a se casar com uma mulher do Condado de Namur, parte dos Países Baixos, porém, se sabe que Magno viajou a Namur em junho de 1334 para propor casamento a Branca. Com a resposta afirmativa, ele retornou a Noruega no inverno do mesmo ano. Uma escritura datada em 24 de agosto de 1335 declara que o Rei de Inglaterra Eduardo III ordenava que navios levassem Branca até a Noruega, para o seu casamento com o rei norueguês. Durante o inverno de 1335, Branca partiu para a Noruega. A cerimônia ocorreu em 5 de novembro de 1335, provavelmente na Fortaleza de Bohus.
Branca foi coroada foi coroada rainha da Suécia provavelmente em 22 de julho de 1336, na Catedral de São Nicolau de Estocolmo, em Estocolmo.
O casal teve três filhos:

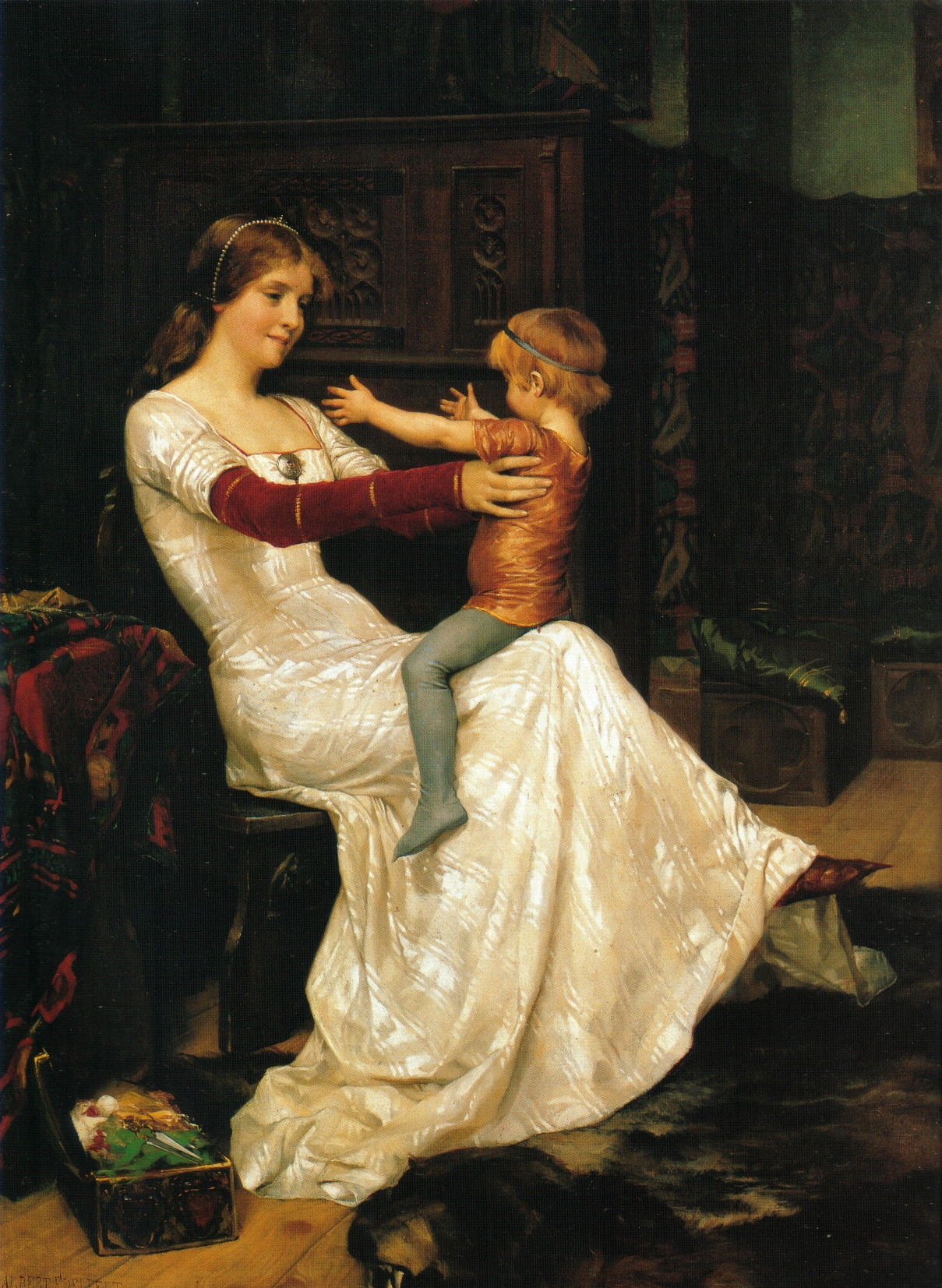
Branca e seu filho Haakon VI, por Albert Edelfelt.

- Haakon VI (1340 - 1380) - Sucessor de seu pai como rei da Suécia;
- Érico XII (1339 – 21 de junho de 1359) - Devido a escolha de seu irmão como rei em 1355, Érico se rebelou contra seu pai em 1357, conseguindo dessa forma se tornar co-rei com Magno;
- Florença Magnusdottir (1348 - 1359) - Esposa de Henrique I Sinclair, Conde das Órcades;

Seu marido foi acusado de ser homossexual devido a seu relacionamento de favoritismo para com Benedito da Finlândia, Duque de Halland e Finlândia, algo que nunca foi provado.

### Influências Políticas

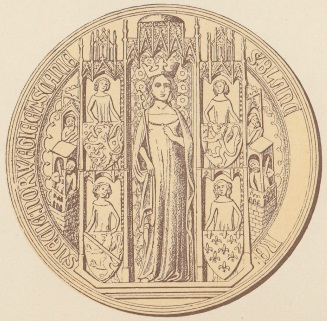
Em seu selo, Branca é chamada de Rainha da Suécia, Noruega e Escânia. Além disso, na imagem a rainha não está usando nenhum véu para cobrir o seu rosto, uma característica normalmente encontrada nas mulheres casadas do período.

Aparentemente, Branca e seu marido cultivavam um bom relacionamento, tendo a própria influência política sobre o rei, pois em 1345, seus irmãos Roberto e Luís se tornaram vassalos de seu marido. Roberto era próximo do rei Eduardo III de Inglaterra , tendo sido investido como Cavaleiro da Ordem da Jarreteira, além de ser marido de Isabel de Hainault, irmã mais nova de Filipa de Hainault, a rainha consorte de Eduardo. Além disso, ela foi escolhida como regente de algumas partes da Noruega pelo seu marido.
Sua influência política a tornou alvo de intrigas e críticas. Em 1359, a rainha foi acusada por Brígida da Suécia de ter envenenado o próprio filho Érico XII e sua esposa Beatriz da Baviera, sendo que o primeiro teria dito em seu leito de morte que a mesma pessoa que lhe deu a vida, agora a tirava. Brígida também a teria acusado de ser infiel a seu marido, sendo considerado o duque Benedito amante do casal real.

## Últimos anos
A partir de 1358, Branca passou a viver na Fortaleza de Tønsberg, de onde administrava os feudos de Vestfold e Skienssysla. Seus últimos anos foram passados em dificuldade econômica. 
Logo após o casamento de seu filho Haakon com Margarida I da Dinamarca, filha de Valdemar IV da Dinamarca, em 9 de abril de 1363, Branca adoeceu e morreu de causas desconhecidas. O local de sua tumba também não é conhecido.

## Na cultura popular
Branca é uma das mais lembradas rainhas medievais da Suécia e Noruega, o que inspirou histórias e canções sobre ela.
Uma delas chamada de Rida rida ranka, hästen heter Blanka (Cavalgue, cavalgue nos meus joelhos, o cavalo é chamado de Branca), que serviu de inspiração para a pintura do finlandês Albert Edelfelt.